# Argyle (Texas)
Argyle is een plaats (city) in de Amerikaanse staat Texas, en valt bestuurlijk gezien onder Denton County.

## Demografie
Bij de volkstelling in 2000 werd het aantal inwoners vastgesteld op 2365.
In 2006 is het aantal inwoners door het United States Census Bureau geschat op 3162, een stijging van 797 (33,7%).

## Geografie
Volgens het United States Census Bureau beslaat de plaats een oppervlakte van
28,8 km², geheel bestaande uit land. Argyle ligt op ongeveer 193 m boven zeeniveau.

## Plaatsen in de nabije omgeving
De onderstaande figuur toont nabijgelegen plaatsen in een straal van 12 km rond Argyle.